# Prionochilus
Prionochilus är ett fågelsläkte i familjen blomsterpickare inom ordningen tättingar. Släktet omfattar sex arter som förekommer i Sydostasien och på Filippinerna:
- Olivryggig blomsterpickare (P. olivaceus)
- Gulbröstad blomsterpickare (P. maculatus)
- Karmosinbröstad blomsterpickare (P. percussus)
- Palawanblomsterpickare (P. plateni)
- Borneoblomsterpickare (P. xanthopygius)
- Rubinblomsterpickare (P. thoracicus)